# 古勒勒勒勒
古勒勒勒勒（排灣語：Kuljeljeljelje/Kurerere），是台灣排灣族傳說中的化人蛇，變成人和人類相愛。

## 傳說

### 認識
過去在tarirauru社有一對叫做姆阿蓋（Muakai，姐）、嘎拉露（Kaljalju/Karar，妹），他們在河邊認識了一群青年，並且在他們的要求下招待他們到自己家玩，而嘎拉露在當天晚上和其中一名叫做古勒勒勒勒的人私訂終身。

### 身分曝光
然而，他們漸漸感覺到不對勁，因為那些青年經過的地方都散發著蛇的味道，她們因此懷疑那些青年的真實身分。因此在對方回去的早上，嘎拉露送他回去時，古勒勒勒勒在路上真的變成了蛇、後來又在河邊變成了人，並且招待她在自己家裡過夜，回去後嘎拉露把經歷告訴家人，確定對方的身分。

### 私通
後來到了隔天早上，姊妹倆又來到河邊時，嘎拉露掉進了河裡，姆阿蓋驚慌失措的跑回家，以為妹妹死掉了。而當天晚上，古勒勒勒勒又來拜訪，對他仰慕已久的姆阿蓋卻趁這個機會跟牠私通，而這時原本以為已經死掉的嘎拉露卻又出現在家裡，表示自己掉進水中是為了去古勒勒勒勒位於水裡的家，並沒有被淹死，姆阿蓋只能選擇退讓。